# 指挥官基恩系列
指挥官基恩系列是一个电脑游戏系列。在此系列中，主人公基恩是一名勇敢的冒险者。

## 系列作品
- 指挥官基恩之沃提康入侵（1990年） － 分为「Marooned on Mars」「The Earth Explodes」「Keen Must Die」三部曲
- 指挥官基恩之基恩之梦（1991年）
- 指挥官基恩之再见，银河（1991年） － 分为「Secret of the Oracle」「The Armageddon Machine」两部曲
- 指挥官基恩之外星人吃了我的保姆（1991年）

## 主要内容
指挥官基恩系列是一款横向卷轴游戏，由id Software在1990年开发。其特点为一旦游戏角色走到画面的一端时，显示屏中的画面就会向他所走的方向滚动。玩家还能通过操纵角色能实现一些动作，例如"走"、"跳" 和 "开火" 等。因此玩家就可以作出各种各样的组合和动作，并利用这种特性游戏者必须克服游戏中的障碍，以此来通关游戏。
每个关卡被完成后都会出现一张地图，它会显示临近的关卡供游戏者选择，这样故事就会有不同的发展，给游戏者提供了更多的自由度。
需要注意的是，“指挥官基恩”系列并不是世界上第一个滚动卷轴类型的游戏。此游戏的开发者約翰·卡馬克是从超级玛莉奥（Super Mario）中得到灵感並创作。